# Gretchen Goes to Nebraska
Albums de King's X
Out of the Silent Planet
(1988) Faith, Hope, Love
(1990)
Singles
1. Over My Head
Sortie : 1989

Gretchen Goes to Nebraska est le deuxième album studio du groupe de hard rock américain King's X. Il est sorti le 27 juin 1989 sur le label Megaforce Records et a été produit par Sam Taylor et le groupe. 

## Historique
Cet album fut enregistré en 1989 dans les studios Rampart de Houston au Texas. Il se classa à la 123e place du Billboard 200 américain et à la 52e place des charts britannique.

## Liste des titres
- Tous les titres sont signés par le groupe, sauf indications.

1. Out of the Silent Planet - 5:44
2. Over My Head - 4:47
3. Summerland - 3:17
4. Everybody Knows a Little Bit of Something - 3:57
5. The Difference (in the Garden of St. Anne's-on-the-Hill) - 3:08
6. I'll Never Be the Same (Pinnick, Gaskill, Tabor, Marty Warren)- 4:57
7. Mission - 5:00
8. Fall of Me - 4:03
9. Pleiades - 4:42 (Pinnick, Gaskill, Tabor, Dale Richardson)
10. Don't Believe It (It's Easier Said Than Done) - 3:06
11. Send a Message - 4:02
12. The Burning Down - 5:15

## Musiciens
King's X
- Doug Pinnick: chant, basse
- Ty Tabor: guitares, flûte, sitar, dulcimer, chant
- Jerry Gaskill: batterie, percussions, chant

Musicien additionnel
- Sam Taylor: piano, orgue

## Charts
| Pays        | Durée du classement | Meilleur classement |
| ----------- | ------------------- | ------------------- |
| États-Unis  | 18 semaines         | 123e                |
| Royaume-Uni | 1 semaines          | 52e                 |